# Saïd Belanteur
Saïd Belanteur (* 1927) ist ein algerischer Schriftsteller.

## Leben
Belantur studierte und beteiligte sich an Auseinandersetzungen im Zuge der Unabhängigkeitsbewegung Algeriens. Für mehrere Jahre befand er sich in Frankreich und in Algerien in Haft. 1960 wurde er freigelassen und war dann als Lehrer und Erzieher tätig.
Er schrieb Essays, Novellen und Reportagen, die in Zeitschriften und Zeitungen veröffentlicht wurden.

## Werke
- Die unleserlichen Schilder, 1970